# Canoë-kayak aux Jeux olympiques d'été de 2016 - C1 hommes (slalom)
Navigation
Londres 2012 Tokyo 2020
L'épreuve masculine du C1 des Jeux olympiques d'été 2016 de Rio de Janeiro se déroule du 7 au 9 août 2016.

## Résultats
| Rang                                | Nom                  | Pays               | Tour préliminaire | Tour préliminaire | Tour préliminaire | Tour préliminaire | Tour préliminaire | Tour préliminaire | Demi-finale  | Demi-finale  | Demi-finale  | Finale       | Finale       | Finale       |
| Rang                                | Nom                  | Pays               | Manche 1          | Pen.              | Manche 2          | Pen.              | Meilleur          | Rang              | Temps        | Pen.         | Rang         | Temps        | Pen.         | Rang         |
| ----------------------------------- | -------------------- | ------------------ | ----------------- | ----------------- | ----------------- | ----------------- | ----------------- | ----------------- | ------------ | ------------ | ------------ | ------------ | ------------ | ------------ |
| Médaille d'or, Jeux olympiques      | Denis Gargaud Chanut | France             | 102 s 03          | 4                 | 93 s 48           | 2                 | 93 s 48           | 2                 | 98 s 06      | 0            | 3            | 94 s 17      | 0            | 1            |
| Médaille d'argent, Jeux olympiques  | Matej Benus          | Slovaquie          | 95 s 05           | 0                 | 96 s 78           | 6                 | 95 s 05           | 6                 | 100 s 68     | 0            | 8            | 95 s 02      | 0            | 2            |
| Médaille de bronze, Jeux olympiques | Takuya Haneda        | Japon              | 98 s 69           | 2                 | 94 s 58           | 0                 | 94 s 58           | 5                 | 98 s 84      | 0            | 6            | 97 s 44      | 0            | 3            |
| 4                                   | Vítězslav Gebas      | République tchèque | 109 s 92          | 4                 | 102 s 78          | 0                 | 102 s 78          | 14                | 98 s 77      | 0            | 5            | 97 s 57      | 0            | 4            |
| 5                                   | Sideris Tasiadis     | Allemagne          | 100 s 47          | 2                 | 92 s 23           | 0                 | 92 s 23           | 1                 | 95 s 63      | 0            | 1            | 97 s 90      | 2            | 5            |
| 6                                   | Benjamin Savšek      | Slovénie           | 99 s 69           | 4                 | 94 s 36           | 0                 | 94 s 36           | 4                 | 98 s 70      | 0            | 4            | 99 s 36      | 4            | 6            |
| 7                                   | Casey Eichfeld       | États-Unis         | 100 s 02          | 2                 | 101 s 23          | 0                 | 100 s 02          | 12                | 101 s 23     | 2            | 10           | 99 s 69      | 4            | 7            |
| 8                                   | Ander Elosegi        | Espagne            | 97 s 33           | 2                 | 102 s 39          | 2                 | 97 s 33           | 8                 | 97 s 93      | 0            | 2            | 101 s 27     | 4            | 8            |
| 9                                   | José Carvalho        | Portugal           | 111 s 01          | 4                 | 99 s 18           | 4                 | 99 s 18           | 11                | 101 s 04     | 0            | 9            | 105 s 74     | 4            | 9            |
| 10                                  | David Florence       | Grande-Bretagne    | 94 s 11           | 0                 | DNS               | -                 | 94 s 11           | 3                 | 99 s 36      | 0            | 7            | 109 s 00     | 4            | 10           |
|                                     |                      |                    |                   |                   |                   |                   |                   |                   |              |              |              |              |              |              |
| 11                                  | Ian Borrows          | Australie          | 97 s 40           | 0                 | 151 s 77          | 52                | 97 s 40           | 9                 | 101 s 32     | 0            | 11           | non qualifié | non qualifié | non qualifié |
| 12                                  | Grzegorz Hedwig      | Pologne            | 96 s 67           | 0                 | 97 s 72           | 2                 | 96 s 67           | 7                 | 102 s 70     | 4            | 12           | non qualifié | non qualifié | non qualifié |
| 13                                  | Aleksandr Lipatov    | Russie             | 101 s 78          | 0                 | 98 s 72           | 4                 | 98 s 72           | 10                | 104 s 69     | 0            | 13           | non qualifié | non qualifié | non qualifié |
| 14                                  | Shu Jianming         | Chine              | 110 s 19          | 4                 | 100 s 68          | 2                 | 100 s 68          | 13                | 108 s 73     | 0            | 14           | non qualifié | non qualifié | non qualifié |
|                                     |                      |                    |                   |                   |                   |                   |                   |                   |              |              |              |              |              |              |
| 15                                  | Cameron Smedley      | Canada             | 104 s 93          | 4                 | 104 s 83          | 4                 | 104 s 83          | 15                | non qualifié | non qualifié | non qualifié | non qualifié | non qualifié | non qualifié |
| 16                                  | Felipe Borges        | Brésil             | 122 s 30          | 14                | 105 s 14          | 0                 | 105 s 14          | 16                | non qualifié | non qualifié | non qualifié | non qualifié | non qualifié | non qualifié |
| 17                                  | Sebastián Rossi      | Argentine          | 108 s 81          | 8                 | 155 s 70          | 52                | 108 s 81          | 17                | non qualifié | non qualifié | non qualifié | non qualifié | non qualifié | non qualifié |
| 18                                  | Jean-Pierre Bourhis  | Sénégal            | 110 s 94          | 2                 | 109 s 27          | 2                 | 109 s 27          | 18                | non qualifié | non qualifié | non qualifié | non qualifié | non qualifié | non qualifié |
| 19                                  | Richard Merjan       | Liban              | 120 s 20          | 6                 | 121 s 67          | 12                | 120 s 20          | 19                | non qualifié | non qualifié | non qualifié | non qualifié | non qualifié | non qualifié |